# Mšice

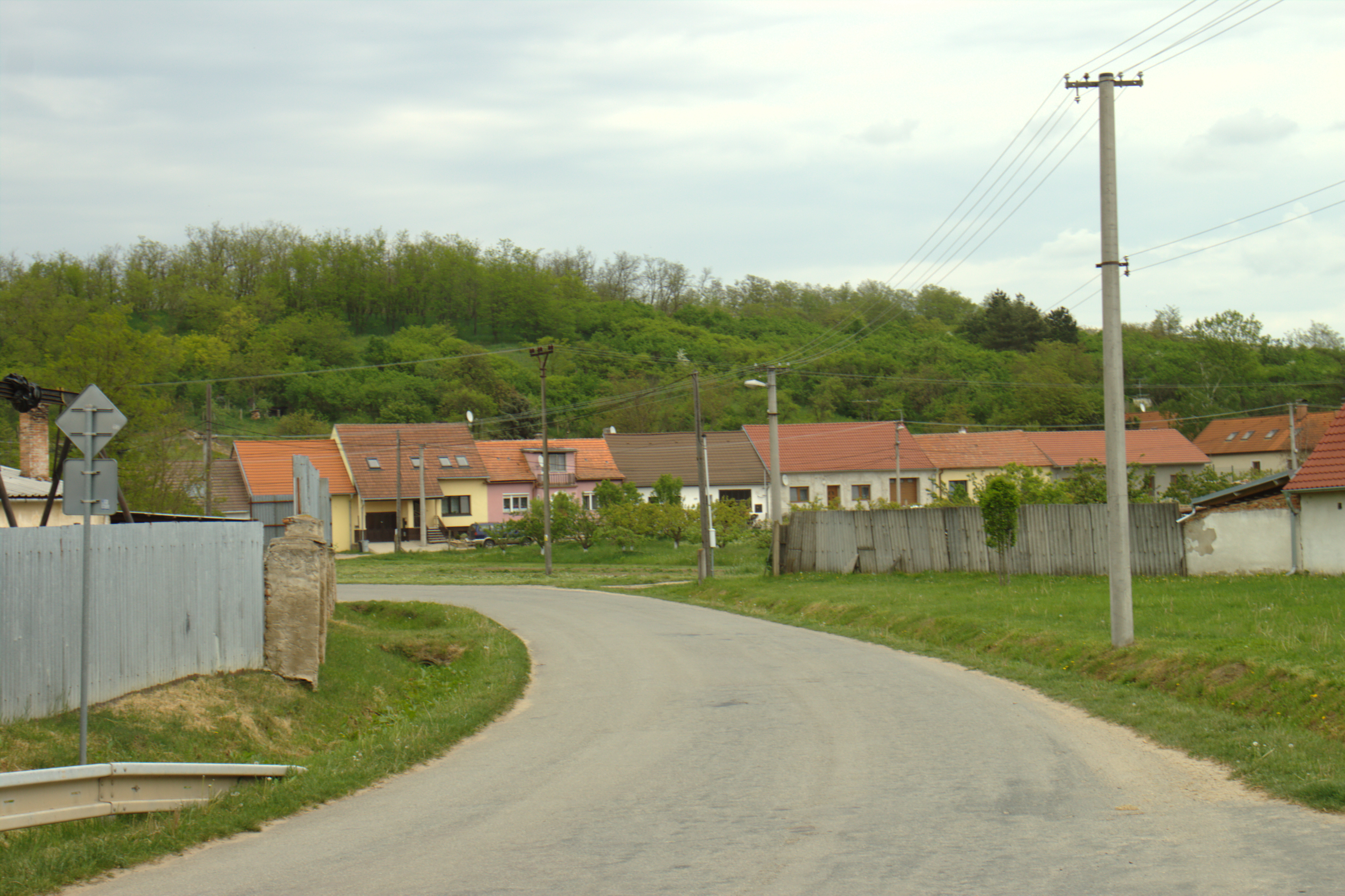
Blick auf Mšice

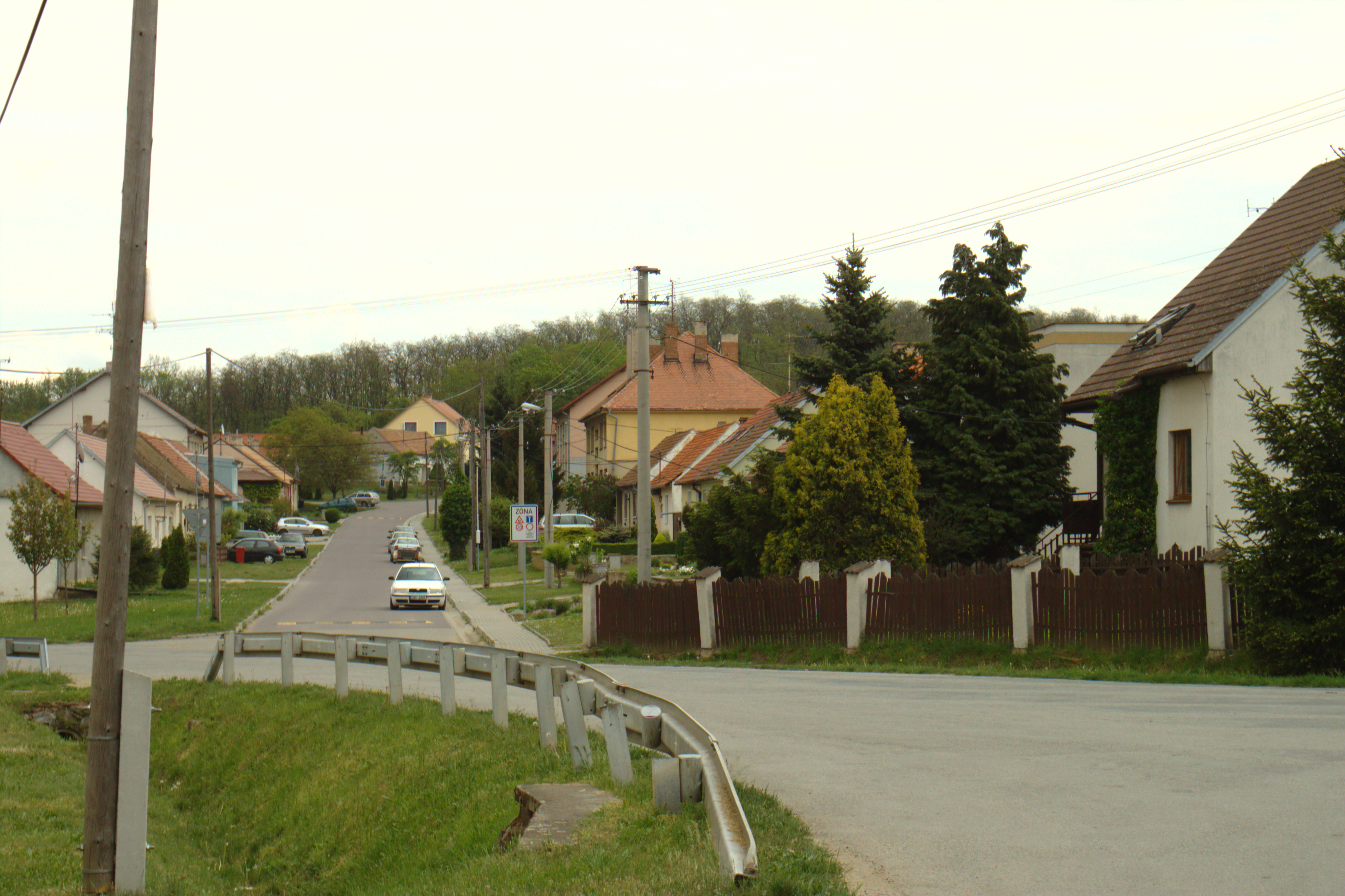
Ortsansicht

Mšice (deutsch Mausdorf) ist eine Ortslage der Minderstadt Oleksovice in Tschechien. Sie schließt sich südöstlich an Oleksovice an und gehört zum Okres Znojmo.

## Geographie
Mšice befindet sich linksseitig des Baches Skalička am Fuße der Miroslavská hrásť (Mißlitzer Horst) in der Thaya-Schwarza-Senke. Nordöstlich erheben sich der Schlüsselberg (252 m n.m.) und die Dvorská (Hofberg, 270 m.n.m.), im Osten der Kamenec (Alaunberg, 253 m.n.m.) und südlich der Rusteny (Rusten, 254 m.n.m.). Östlich von Mšice verläuft die Staatsstraße II/397 zwischen Hostěradice und Jaroslavice, südlich die I/53 zwischen Lechovice und Pohořelice. Einen knappen Kilometer nördlich liegt der Stausee Oleksovický rybník.
Nachbarorte sind Nový Dvůr (Neuhof) und Karlov (Karlhof) im Norden, Václavov und Kašenec im Nordosten, Dolenice und Ležák (Neuhof) im Osten, Mackovice, Čejkovice und Heřmanov im Südosten, Filipovice, Borotice und Lechovice im Süden, Práče im Südwesten, Stošíkovice na Louce im Westen sowie Oleksovice im Nordwesten.

## Geschichte
Nach der Aufhebung des Stiftes Bruck fiel dessen Gutsbesitz 1784 dem Religionsfonds zu und wurde in sieben Güter aufgeteilt. Wegen des zu dieser Zeit rückgängigen Absatzes an Schafwolle bot sich eine weitere Kolonisation an, um die Flächen ackerbaulich zu nutzen. Zwischen 1786 und 1790 ließ der kaiserliche Robot-Abolitions-Hofkommissär Anton Valentin Freiherr von Kaschnitz zu Weinberg im Zuge der Raabisation auf den Fluren des dem neuen Gut Lechwitz zugeordneten Karlhofes (Karlov) die Häuslerkolonie Mausdorf anlegen. Der Überlieferung nach erhielt die Kolonie ihren Namen nach den am Südhang des Schlüsselberges errichteten ärmlichen Erdhütten der ersten Siedler. Die als Breitstraßendorf gegründete und aus 32 Häusern bestehende neue Ansiedlung wurde nach Groß Olkowitz eingepfarrt. Die Siedler stammten aus den Dörfern des Gutes Lechwitz. Nach dem gänzlichen Einbruch des Wollmarktes infolge des Bancozettelsturzes von 1811 wurde die Kolonie um weitere Landarbeiterhäuser erweitert. Am 31. Mai 1824 verkaufte die mährisch-schlesische Staatsgüteradministration das Gut Lechwitz an Joseph Lang aus Wien.
Im Jahre 1835 bestand das im Znaimer Kreis gelegene Dorf Mausdorf aus 85 Häusern, in denen 447 Personen lebten. Im Ort gab es einen herrschaftlichen Meierhof. Pfarrort war Groß Olkowitz. Bis zur Mitte des 19. Jahrhunderts blieb Mausdorf dem Allodialgut Lechwitz untertänig.
Nach der Aufhebung der Patrimonialherrschaften bildete Mausdorf / Mšice bzw. Myšice ab 1849 einen Ortsteil der Gemeinde Groß Olkowitz im Gerichtsbezirk Znaim. Ab 1869 gehörte das Dorf zum Bezirk Znaim. Im Jahre 1890 war Mausdorf auf 126 Häuser angewachsen und hatte 577 Einwohner; damit übertraf es Groß Olkowitz sowohl in der Häuser- als auch Einwohnerzahl. Beim Zensus von 1921 lebten in den 135 Häusern von Mausdorf 703 Personen, darunter 630 Deutsche und 54 Tschechen. Durchgängig bebaut war die Südseite der langen Dorfstraße, einen Teil der Nordseite nahm der Gutshof ein. Vor dem Hof stand ein gemauerter Glockenturm mit quadratischem Grundriss. Im Nordwesten ging die Bebauung von Mausdorf bei der Untergasse nahtlos in die von Groß Olkowitz über. Nach dem Münchner Abkommen wurde das Dorf 1938 dem Großdeutschen Reich zugeschlagen und gehörte bis 1945 zum Kreis Znaim. Nach dem Kriegsende 1945 kam Mšice zur Tschechoslowakei zurück. Zwischen  August 1945 und September 1946 wurden die meisten der deutschsprachigen Bewohner vertrieben und der Ort mit Tschechen neu besiedelt. Im Zuge der Gebietsreform von 1960 verlor Mšice den Status eines Ortsteils. Zwischen 1969 und 1970 wurde der Glockenturm im Zuge des Ausbaus des Kreuzungsbereiches zwischen der Dorfstraße und der Straße von Hostěradice nach Lechovice abgebrochen.

## Sehenswürdigkeiten
- Mehrere Wegkreuze
- Naturdenkmal Oleksovické vřesoviště, südlich des Dorfes am Rusteny